# Oneliner
Oneliner är en kort och slagkraftig replik eller kommentar, avsedd att resultera i en tydlig poäng och ofta humoristisk. Komiker som Rodney Dangerfield, Jimmy Carr
och Mitch Hedberg är kända för att bygga en stor del av sin komik på oneliners.